# ClearOS

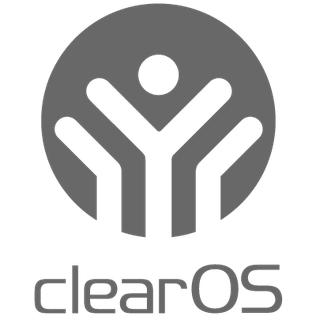
Logo de ClearOS.

ClearOS est une distribution GNU/Linux basée sur CentOS, (elle-même basée sur Red Hat). Elle est orientée routeur comme IPCop par exemple.
Elle ne doit pas être confondue avec Clear Linux, la distribution développée en interne chez Intel.